# François-Amédée Milliet d’Arvillars
Pour les articles homonymes, voir François-Amédée Milliet.
François-Amédée Milliet d’Arvillars, né le 4 mars 1664 à Chambéry et mort le 28 août 1744, à Moûtiers, est un prélat de l'église catholique savoyard, archevêque-comte de Tarentaise, issu de la famille Milliet.

## Biographie

### Famille
François-Amédée Milliet d’Arvillars naît le 4 mars 1664,, à Chambéry. Il est le fils du marquis Silvestre Milliet d'Arvillars (1616-1685), maréchal de camp général des armées du duc de Savoie, conseiller d'État du duc, et de Anne Françoise Marie de La Fléchère, fille et héritière de Charles de La Fléchère, conseiller d'État, nommé en 1635 chevalier d'honneur au Souverain Sénat. Ce dernier est le dernier mâle d'un rameau de la famille de La Fléchère, qui possédait notamment la maison forte de la Fléchère, à Vanzy. Il a huit frères et sœurs.
La seigneurie d'Arvillars est érigée en marquisat par le duc de Savoie le 9 mars 1678.

### Épiscopat
François-Amédée Milliet d’Arvillars est doyen de Tarentaise en 1681, puis vicaire général trois ans plus tard. Il est nommé le 5 janvier 1699 et consacré à Rome évêque d'Aoste le 1er février 1699, par le cardinal Pier Matteo Petrucci assisté de Dominique Bélisaire de Bellis évêque de Molfetta et de Cesare Sperelli évêque de Terni.
Il est transféré à la tête du siège épiscopal de Tarentaise, après la vacance (Sede vacante) depuis la mort de son prédécesseur et oncle, François-Amédée Milliet de Challes et d’Arvillars, en 1703. Il est nommé archevêque-comte de Tarentaise, le 11 juin et confirmé le 25 juin 1727,.
François-Amédée Milliet d’Arvillars meurt le 28 août 1744, à Moûtiers,,.